# Manuel Rojas Marcos

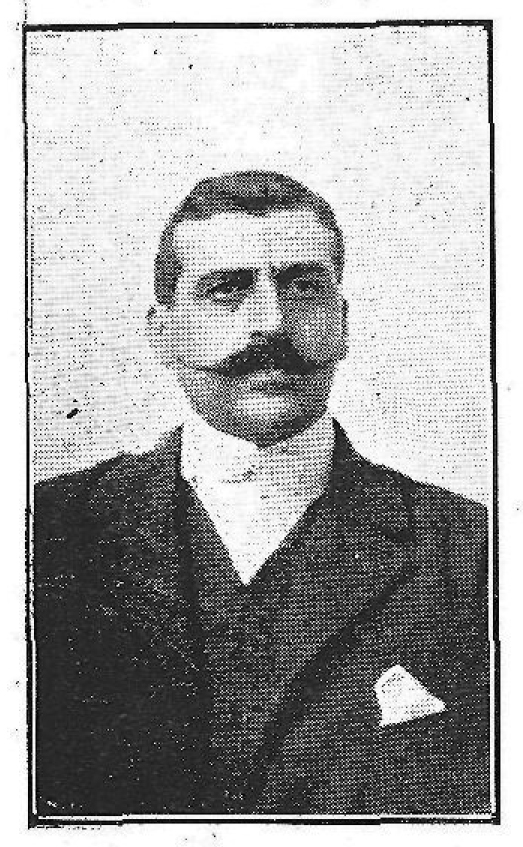
Rojas Marcos en La Unión Ilustrada (1910)

Manuel Rojas Marcos (Morón de la Frontera, 1869-Sevilla, 1920) fue un jurista y político español, diputado en las Cortes de la Restauración.

## Biografía
Nació en la localidad sevillana de Morón de la Frontera en 1869. Profundamente católico, estuvo vinculado a la Liga Católica de Sevilla, de la que fue presidente. Colaboró en la revista Bética, en una serie de artículos en las que se mostró crítico con Cambó y el nacionalismo catalán. Obtuvo escaño de diputado a Cortes en las elecciones de 1918 y 1919, por los distritos sevillanos de Sevilla y Marchena, respectivamente. Rojas Marcos, que se destacó como un notable orador, en el contexto de su actuación en el Congreso ha sido descrito como «un solitario, ajeno a los grupos del juego parlamentario». Miembro de la Real Academia de Buenas Letras de Sevilla desde 1916, murió en Sevilla el 2 de enero de 1920.